# Rezolucja Rady Bezpieczeństwa ONZ nr 1970
Rezolucja Rady Bezpieczeństwa ONZ nr 1970 została jednomyślnie uchwalona 26 lutego 2011 w trakcie 6491. sesji Rady.
Potępiono w niej stosowanie siły przez Mu’ammara al-Kaddafiego wobec protestujących i wprowadzono szereg międzynarodowych sankcji, takich jak embargo na handel bronią, zamrożenie środków finansowych i zasobów gospodarczych osób związanych z reżimem czy wprowadzenie restrykcji wjazdowych.